# Canoagem nos Jogos Olímpicos de 2016 – Qualificatórias
Este artigo fornece detalhes sobre a fase de qualificação da canoagem para as Olimpíadas de 2016. Semelhante ao formato para 2012, um único sistema de qualificação foi configurado para ambas as modalidades de canoagem nos jogos. Em agosto de 2014, as cotas para cada evento foram definidas pela International Canoe Federation - ICF (Federação Internacional de Canoagem).

## Slalom
Haverá disputa por medalhas em três eventos masculinos e apenas um evento feminino, com a participação de até oitenta e dois atletas.
| Modalidade            | Quota de atletas | Quota de barcos |
| Masculino             | Masculino        | Masculino       |
| --------------------- | ---------------- | --------------- |
| K1 Caiaque individual | 21               | 21              |
| C1 Canoa individual   | 16               | 16              |
| C2 Canoa dupla        | 24               | 12              |
| Total masculino       | 61               | 49              |
| Feminino              |                  |                 |
| K1 Caiaque individual | 21               | 21              |
| Total feminino        | 21               | 21              |
| Total geral           | 82               | 70              |

O país-sede tem direito a quatro vagas masculinas e uma feminina, mesmo que não participe de nenhum dos eventos qualificatórios. Caso conquiste uma vaga no Campeonato Mundial ou no Panamericano, a vaga de anfitrião fica disponível para mais um concorrente na modalidade e evento qualificatório.
Cada Comitê Olímpico Nacional - CON (NOC - National Olympic Committee) tem direito a quatro vagas masculinas e uma feminina, ou seja, um barco por evento. As vagas conquistadas são alocadas para o respectivo Comitê, não para o atleta específico. No entanto, um atleta que é indicado por sua representação para atuar nos Jogos Olímpicos pode participar de mais de um evento, desde que nenhum outro atleta ou barco já esteja qualificado para a mesma modalidade.
Duas vagas estão disponíveis para serem atribuídas pela Comissão Tripartite, independente das modalidades, slalom ou velocidade. Só estão elegíveis para as vagas os Comitês Olímpicos que constem no ranking  da ICF em 1º de junho de 2016 e que tenham participado em um dos eventos olímpicos do Campeonato Mundial de Canoagem Slalom, em 2015.

### Eventos qualificatórios
| Competição                                       | Data                         | Local                         | Vagas |
| ------------------------------------------------ | ---------------------------- | ----------------------------- | ----- |
| Jogos Panamericanos de 2015                      | 18 a 19 de julho de 2015     | Toronto, Canadá               | 6     |
| Campeonato Mundial de Canoagem Slalom - ICF 2015 | 16 a 20 de setembro de 2015  | Lee Valley, Grã-Bretanha      | 56    |
| Campeonato Africano de Canoagem 2015             | 6 a 8 de novembro de 2015    | Sagana, Quênia                | 6     |
| Campeonato de Canoagem da Oceania 2016           | 19 a 21 de fevereiro de 2016 | Penrith, Austrália            | 6     |
| Campeonato Asiático de Canoagem Slalom 2016      | 23 a 24 de abril de 2016     | Toyama, Japão                 | 6     |
| Campeonato Europeu de Canoagem Slalom 2016       | 13 a 15 de maio de 2016      | Liptovský Mikuláš, Eslováquia | 6     |

Somente participam dos eventos continentais as representações que não obtiverem vaga para o evento no Campeonato Mundial.
No C2, os três continentes que obtiverem melhor segunda classificação garantem para o respectivo continente duas cotas de atletas, a serem disputadas no evento continental.
Cada representação só pode qualificar-se para duas cotas de atletas no evento continental.

### Tabela de qualificação
| Competição                     | K1 masculino | C1 masculino | C2 masculino                                                                                             | K-1 feminino |
| ------------------------------ | --- | --- | --- | --- |
| País-sede                      | BRA Brasil | BRA Brasil | BRA Brasil                                                                                               | — |
| Campeonato Mundial 2015        | 15 | 10 | 16 | 15 |
| Campeonato Mundial 2015        | CZE Chéquia SLO Eslovênia GER Alemanha ITA Itália USA Estados Unidos POL Polônia FRA França AZE Azerbaijão RUS Rússia GBR Grã-Bretanha JPN Japão AUT Áustria SVK Eslováquia NZL Nova Zelândia AUS Austrália COK Ilhas Cook* | SVK Eslováquia SLO Eslovênia GBR Grã-Bretanha GER Alemanha FRA França POL Polônia JPN Japão RUS Rússia CZE Chéquia USA Estados Unidos | GBR Grã-Bretanha POL Polônia GER Alemanha SLO Eslovênia FRA França SVK Eslováquia RUS Rússia CZE Chéquia | ESP Espanha AUS Austrália GER Alemanha CZE Chéquia GBR Grã-Bretanha SVK Eslováquia NZL Nova Zelândia CHN China BRA Brasil AUT Áustria FRA França RUS Rússia SLO Eslovênia POL Polônia JPN Japão COK Ilhas Cook* |
| Continentais                   | 1 | 1 | 1 | 1 |
| Jogos Panamericanos 2015       | CAN Canadá | CAN Canadá | USA Estados Unidos                                                                                       | CAN Canadá** USA Estados Unidos |
| Campeonato Africano 2015       | NGR Nigéria | SEN Senegal | — | MAR Marrocos |
| Campeonato da Oceania 2016     | — | AUS Austrália | — | — |
| Campeonato Asiático 2016       | CHN China | CHN China | JPN Japão                                                                                                | KAZ Cazaquistão |
| Campeonato Europeu 2016        | NED Países Baixos | ESP Espanha | SUI Suíça                                                                                                | UKR Ucrânia |
| Vagas remanescentes            | | | | |
| Convite da comissão tripartite | — | LIB Líbano | — | — |
| Realocação                     | — | ARG Argentina | — | ITA Itália |
| Total                          | 21 | 18 | 12 | 21 |

Itálico: qualificou um barco, mas o atleta já havia sido qualificado em outro barco
* Sem qualificação continental, por não atingir três representações elegíveis.
** Representação limitada a cota de dois atletas no evento de qualificação.

## Canoagem de velocidade
Haverá disputa por medalhas em oito eventos masculinos e apenas três eventos femininos, com a participação de até 248 atletas.
| Modalidade            | Quota de atletas | Quota de barcos | Quota de atletas | Quota de barcos |
| Masculino             | Masculino        | Masculino       | Feminino         | Feminino        |
| 200m                  | 200m             | 200m            | 200m             | 200m            |
| --------------------- | ---------------- | --------------- | ---------------- | --------------- |
| K1 Caiaque individual | 14               | 14              | 14               | 14              |
| K2 Caiaque duplo      | 20               | 10              | —                | —               |
| C1 Canoa individual   | 13               | 13              | —                | —               |
| 500m                  |                  |                 |                  |                 |
| K1 Caiaque individual | —                | —               | 14               | 14              |
| K2 Caiaque duplo      | —                | —               | 20               | 10              |
| K4 Caiaque para 4     | —                | —               | 40               | 10              |
| 1000m                 |                  |                 |                  |                 |
| K1 Caiaque individual | 14               | 14              | —                | —               |
| K2 Caiaque duplo      | 20               | 10              | —                | —               |
| K4 Caiaque para 4     | 40               | 10              | —                | —               |
| C1 Canoa individual   | 13               | 13              | —                | —               |
| C2 Canoa dupla        | 24               | 12              | —                | —               |
| Total                 | 158              | 96              | 88               | 48              |
| Total geral           | 246              | 144             |                  |                 |

O país-sede tem direito a duas vagas masculinas (K1 1000m e C1 1000m) e uma feminina (K1 500m), mesmo que não participe de nenhum dos eventos qualificatórios. Caso conquiste uma vaga no Campeonato Mundial ou no Panamericano, a vaga de anfitrião fica disponível para mais um concorrente na modalidade e evento qualificatório.
Cada Comitê Olímpico Nacional - CON (NOC - National Olympic Committee) tem direito a quatro vagas de canoa e oito de caiaque masculinas e seis de caiaque femininas, ou seja, um barco por evento. As vagas conquistadas são alocadas para o respectivo Comitê, não para o atleta específico. No entanto, um atleta que é indicado por sua representação para atuar nos Jogos Olímpicos pode participar de mais de um evento, desde que nenhum outro atleta ou barco já esteja qualificado para a mesma modalidade.
Duas vagas estão disponíveis para serem atribuídas pela Comissão Tripartite, independente das modalidades, slalom ou velocidade. Só estão elegíveis para as vagas os Comitês Olímpicos que constem no ranking  da ICF em 1º de junho de 2016 e que tenham participado em um dos eventos qualificatórios para os Jogos Olímpicos de 2016.

### Eventos qualificatórios
| Competição                                                 | Data                             | Local                       | Vagas |
| ---------------------------------------------------------- | -------------------------------- | --------------------------- | ----- |
| Campeonato Mundial de Canoagem de Velocidade - ICF 2015    | 19 a 23 de agosto de 2015        | Milão, Itália               | 174   |
| Campeonato Asiático de Canoagem de Velocidade 2015         | 4 a 7 de novembro de 2015        | Palembang, Indonésia        | 72    |
| Campeonato de Canoagem da Oceania 2016                     | 12 a 14 de fevereiro de 2016     | Adelaide, Austrália         | 72    |
| Qualificatória Africana de Canoagem de Velocidade 2016     | 29 de março a 2 de abril de 2016 | Pretória, África do Sul     | 72    |
| Qualificatória Europeia de Canoagem de Velocidade 2016     | 18 a 19 de maio de 2016          | Duisburg, Alemanha          | 72    |
| Qualificatória Panamericana de Canoagem de Velocidade 2016 | 19 a 20 de maio de 2016          | Gainesville, Estados Unidos | 72    |

Somente participam dos eventos continentais as representações que não obtiverem vaga para o evento no Campeonato Mundial.
Nos eventos K2, os três continentes que obtiverem melhor segunda classificação garantem para o respectivo continente duas cotas de atletas, a serem disputadas no evento continental.
Cada representação só pode qualificar-se para duas cotas de atletas nos eventos de canoa da qualificatória continental.

### Tabela de qualificação
| Modalidade        | Campeonato Mundial 2015 | Qualificatórias continentais                        | Qualificatórias continentais | Qualificatórias continentais | Qualificatórias continentais | Qualificatórias continentais | Total |
| Caiaque masculino | Campeonato Mundial 2015 | Europa                                              | América                      | Ásia                         | África                       | Oceania                      | Total |
| ----------------- | --- | --------------------------------------------------- | ---------------------------- | ---------------------------- | ---------------------------- | ---------------------------- | ----- |
| K1 200m           | CAN Canadá FRA França SWE Suécia LTU Lituânia RUS Rússia ECU Equador POL Polônia CZE Chéquia ARG Argentina SRB Sérvia                                                    | ESP Espanha ITA Itália LAT Letônia                  | BRA Brasil CUB Cuba          | KAZ Cazaquistão              | RSA África do Sul EGY Egito  | AUS Austrália                | 14    |
| K1 1000m          | DEN Dinamarca CZE Chéquia POR Portugal GER Alemanha BLR Bielorrússia AUS Austrália BUL Bulgária SVK Eslováquia SRB Sérvia BEL Bélgica^                                   | HUN Hungria RUS Rússia ESP Espanha                  | CAN Canadá                   | UZB Uzbequistão              | TUN Tunísia                  | NZL Nova Zelândia            | 14    |
| K2 200m           | HUN Hungria RUS Rússia SRB Sérvia FRA França GBR Grã-Bretanha GER Alemanha LTU Lituânia^                                                                                 | ESP Espanha                                         | BRA Brasil                   | KOR Coreia do Sul            | —                            | AUS Austrália                | 10    |
| K2 1000m          | GER Alemanha AUS Austrália SRB Sérvia SVK Eslováquia BLR Bielorrússia FRA França LTU Lituânia^                                                                           | HUN Hungria                                         | CUB Cuba                     | KAZ Cazaquistão              | —                            | —                            | 10    |
| K4 1000 m         | ARG Argentina BLR Bielorrússia CZE Chéquia AUS Austrália HUN Hungria KAZ Cazaquistão POR Portugal ROU Romênia RUS Rússiaº SVK Eslováquia ESP Espanha                     | —                                                   | —                            | —                            | —                            | —                            | 11    |
| Competição        | Campeonato Mundial 2015 | Qualificatórias continentais                        | Qualificatórias continentais | Qualificatórias continentais | Qualificatórias continentais | Qualificatórias continentais | Total |
| Canoa masculina   | Campeonato Mundial 2015 | Europa                                              | América                      | Ásia                         | África                       | Oceania                      | Total |
| C1 200 m          | BLR Bielorrússia CHN China BRA Brasil RUS Rússia LTU Lituânia AZE Azerbaijão HUN Hungria POR Portugal UKR Ucrânia^                                                       | ESP Espanha GEO Geórgia                             | MEX México                   | KAZ Cazaquistão              | TUN Tunísia                  | COK Ilhas Cook               | 13    |
| C1 1000 m         | GER Alemanha CZE Chéquia MDA Moldávia UKR Ucrânia RUS Rússia POL Polônia HUN Hungria FRA França^                                                                         | ROU Romênia ITA Itália BUL Bulgária                 | CAN Canadá                   | UZB Uzbequistão CHN China    | STP São Tomé e Príncipe      | NZL Nova Zelândia            | 13    |
| C2 1000 m         | BRA Brasil HUN Hungria POL Polônia UKR Ucrânia RUS Rússia BLR Bielorrússia                                                                                               | ROU Romênia CZE Chéquia                             | CUB Cuba                     | UZB Uzbequistão              | MOZ Moçambique               | AUS Austrália                | 12    |
| Competição        | Campeonato Mundial 2015 | Qualificatórias continentais                        | Qualificatórias continentais | Qualificatórias continentais | Qualificatórias continentais | Qualificatórias continentais | Total |
| Feminino          | Campeonato Mundial 2015 | Europa                                              | América                      | Ásia                         | África                       | Oceania                      | Total |
| K1 200m           | NZL Nova Zelândia POL Polônia ESP Espanha AZE Azerbaijão CUB Cuba RUS Rússia FRA França KAZ Cazaquistão HUN Hungria SRB Sérvia SLO Eslovênia TUR Turquia                 | GER Alemanha SWE Suécia SVK Eslováquia POR Portugal | CAN Canadá                   | UZB Uzbequistão              | EGY Egito                    | SAM Samoa                    | 14    |
| K1 500 m          | NZL Nova Zelândia HUN Hungria CHN China POL Polônia AZE Azerbaijão SLO Eslovênia BLR Bielorrússia GBR Grã-Bretanha POR Portugal RSA África do Sul CAN Canadá BRA Brasil* | GER Alemanha SVK Eslováquia                         | USA Estados Unidos           | KAZ Cazaquistão              | TUN Tunísia                  | AUS Austrália PLW Palau†     | 15    |
| K2 500 m          | HUN Hungria SRB Sérvia GER Alemanha POL Polônia RUS Rússia CHN China DEN Dinamarca ROU Romênia^                                                                          | SWE Suécia                                          | CAN Canadá                   | KAZ Cazaquistão              | —                            | AUS Austrália                | 10    |
| K4 500 m          | ARG Argentina BLR Bielorrússia CHN China DEN Dinamarca^ FRA França^ GER Alemanha GBR Grã-Bretanha HUN Hungria NZL Nova Zelândia POL Polônia SRB Sérvia UKR Ucrânia       | —                                                   | —                            | —                            | —                            | —                            | 10    |

↑*  quota do país-sede
 Itálico: qualificou um barco, mas o atleta já havia sido qualificado em outro barco
 †: Representação recebeu um convite da Comissão Tripartite
 ^: ICF decidiu atribuir para o Campeonato Mundial as vagas de alguns dos eventos na África e na Oceania, porque os eventos foram considerados inválidos devido à falta de concorrentes elegíveis.
 º: ICF decidiu realocar para a próxima representação melhor classificada não qualificada em uma categoria de barco maior, cuja equipe tenha capacidade de compor uma equipe para o barco na categoria.

## Distribuição das vagas por país
| CON                     | Slalom | Slalom | Slalom | Slalom | Velocidade | Velocidade | Velocidade | Velocidade | Velocidade | Velocidade | Velocidade | Velocidade | Velocidade | Velocidade | Velocidade | Velocidade | Total  | Total   |
| CON                     | K1 M   | C1 M   | C2 M   | K1 F   | Masculino  | Masculino  | Masculino  | Masculino  | Masculino  | Masculino  | Masculino  | Masculino  | Feminino   | Feminino   | Feminino   | Feminino   | Barcos | Atletas |
| CON                     | K1 M   | C1 M   | C2 M   | K1 F   | K1 200     | K1 1000    | K2 200     | K2 1000    | K4 1000    | C1 200     | C1 1000    | C2 1000    | K1 200     | K1 500     | K2 500     | K4 500     | Barcos | Atletas |
| ----------------------- | ------ | ------ | ------ | ------ | ---------- | ---------- | ---------- | ---------- | ---------- | ---------- | ---------- | ---------- | ---------- | ---------- | ---------- | ---------- | ------ | ------- |
| ARG Argentina           |        | X      |        |        | X          |            |            |            | X          |            |            |            |            |            |            | X          | 4      | 10      |
| AUS Austrália           | X      | X      |        | X      | X          | X          | X          | X          | X          |            |            | X          |            | X          | X          |            | 11     | 18      |
| AUT Áustria             | X      |        |        | X      |            |            |            |            |            |            |            |            |            |            |            |            | 2      | 2       |
| AZE Azerbaijão          | X      |        |        |        |            |            |            |            |            | X          |            |            | X          | X          |            |            | 4      | 4       |
| BLR Bielorrússia        |        |        |        |        |            | X          |            | X          | X          | X          |            | X          |            | X          |            | X          | 7      | 12      |
| BEL Bélgica             |        |        |        |        |            | X          |            |            |            |            |            |            |            |            |            |            | 1      | 1       |
| BRA Brasil              | X      | X      | X      | X      |            | X          |            |            |            | X          |            | X          |            | X          |            |            | 8      | 10      |
| BUL Bulgária            |        |        |        |        |            | X          |            |            |            |            | X          |            |            |            |            |            | 2      | 2       |
| CAN Canadá              | X      | X      |        |        | X          | X          |            |            |            |            | X          |            | X          | X          | X          |            | 8      | 9       |
| CHN China               | X      | X      |        | X      |            |            |            |            |            | X          | X          |            |            | X          | X          | X          | 8      | 10      |
| COK Ilhas Cook          | X      |        |        | X      |            |            |            |            |            |            |            |            |            |            |            |            | 2      | 2       |
| CUB Cuba                |        |        |        |        | X          |            |            | X          |            |            |            | X          | X          |            |            |            | 4      | 6       |
| CZE Chéquia             | X      | X      | X      | X      | X          | X          |            |            | X          |            | X          | X          |            |            |            |            | 9      | 12      |
| DEN Dinamarca           |        |        |        |        |            | X          |            |            |            |            |            |            |            |            | X          | X          | 3      | 5       |
| ECU Equador             |        |        |        |        | X          |            |            |            |            |            |            |            |            |            |            |            | 1      | 1       |
| EGY Egito               |        |        |        |        | X          |            |            |            |            |            |            |            | X          |            |            |            | 2      | 2       |
| FRA França              | X      | X      | X      | X      | X          |            | X          | X          |            |            |            |            | X          |            |            | X          | 9      | 14      |
| GEO Geórgia             |        |        |        |        |            |            |            |            |            | X          |            |            |            |            |            |            | 1      | 1       |
| GER Alemanha            | X      | X      | X      | X      |            | X          | X          | X          |            |            | X          |            |            | X          | X          | X          | 11     | 16      |
| GBR Grã-Bretanha        | X      | X      | X      | X      |            |            | X          |            |            |            |            |            |            | X          |            | X          | 7      | 11      |
| HUN Hungria             |        |        |        |        | X          | X          | X          | X          | X          | X          | X          | X          | X          | X          | X          | X          | 12     | 18      |
| ITA Itália              | X      |        |        | X      | X          |            |            |            |            |            | X          |            |            |            |            |            | 4      | 4       |
| JPN Japão               | X      | X      | X      | X      |            |            |            |            |            |            |            |            |            |            |            |            | 4      | 5       |
| KAZ Cazaquistão         |        |        |        | X      | X          |            |            | X          | X          | X          |            |            | X          | X          | X          |            | 8      | 13      |
| LAT Letônia             |        |        |        |        | X          |            |            |            |            |            |            |            |            |            |            |            | 1      | 1       |
| LIB Líbano              |        | X      |        |        |            |            |            |            |            |            |            |            |            |            |            |            | 1      | 1       |
| LTU Lituânia            |        |        |        |        | X          |            | X          | X          |            | X          |            |            |            |            |            |            | 4      | 6       |
| MDA Moldávia            |        |        |        |        |            |            |            |            |            |            | X          |            |            |            |            |            | 1      | 1       |
| MAR Marrocos            |        |        |        | X      |            |            |            |            |            |            |            |            |            |            |            |            | 1      | 1       |
| MEX México              |        |        |        |        |            |            |            |            |            | X          |            |            |            |            |            |            | 1      | 1       |
| MOZ Moçambique          |        |        |        |        |            |            |            |            |            |            |            | X          |            |            |            |            | 1      | 2       |
| NED Países Baixos       | X      |        |        |        |            |            |            |            |            |            |            |            |            |            |            |            | 1      | 1       |
| NZL Nova Zelândia       | X      |        |        | X      |            | X          |            |            |            |            | X          |            | X          | X          |            | X          | 7      | 9       |
| NGR Nigéria             | X      |        |        |        |            |            |            |            |            |            |            |            |            |            |            |            | 1      | 1       |
| PLW Palau               |        |        |        |        |            |            |            |            |            |            |            |            |            | X          |            |            | 1      | 1       |
| POL Polônia             | X      | X      | X      | X      | X          |            |            |            |            |            | X          | X          | X          | X          | X          | X          | 11     | 14      |
| POR Portugal            |        |        |        |        |            | X          |            |            | X          | X          |            |            | X          | X          |            |            | 5      | 7       |
| ROU Romênia             |        |        |        |        |            |            |            |            | X          |            | X          | X          |            |            | X          |            | 4      | 8       |
| RUS Rússia              | X      | X      | X      | X      | X          | X          | X          |            | X          | X          | X          | X          | X          |            | X          |            | 13     | 19      |
| SAM Samoa               |        |        |        |        |            |            |            |            |            |            |            |            | X          |            |            |            | 1      | 1       |
| STP São Tomé e Príncipe |        |        |        |        |            |            |            |            |            |            | X          |            |            |            |            |            | 1      | 1       |
| SEN Senegal             |        | X      |        |        |            |            |            |            |            |            |            |            |            |            |            |            | 1      | 1       |
| SRB Sérvia              |        |        |        |        | X          | X          | X          | X          |            |            |            |            | X          |            | X          | X          | 7      | 10      |
| SVK Eslováquia          | X      | X      | X      | X      |            | X          |            | X          | X          |            |            |            |            | X          |            |            | 8      | 12      |
| SLO Eslovênia           | X      | X      | X      | X      |            |            |            |            |            |            |            |            | X          | X          |            |            | 6      | 6       |
| RSA África do Sul       |        |        |        |        |            |            |            |            |            |            |            |            |            | X          |            |            | 1      | 1       |
| KOR Coreia do Sul       |        |        |        |        |            |            | X          |            |            |            |            |            |            |            |            |            | 1      | 2       |
| ESP Espanha             |        | X      |        | X      | X          | X          | X          |            | X          | X          |            |            | X          |            |            |            | 8      | 11      |
| SWE Suécia              |        |        |        |        | X          |            |            |            |            |            |            |            | X          |            | X          |            | 3      | 4       |
| TUN Tunísia             |        |        |        |        |            | X          |            |            |            | X          |            |            |            | X          |            |            | 3      | 3       |
| TUR Turquia             |        |        |        |        |            |            |            |            |            |            |            |            | X          |            |            |            | 1      | 1       |
| UKR Ucrânia             |        |        |        |        |            |            |            |            |            | X          | X          | X          |            |            |            | X          | 4      | 8       |
| USA Estados Unidos      | X      | X      | X      | X      |            |            |            |            |            |            |            |            |            | X          |            |            | 5      | 6       |
| UZB Uzbequistão         |        |        |        |        |            | X          |            |            |            |            | X          | X          | X          |            |            |            | 4      | 4       |
| Total: 54 CON           | 21     | 15     | 10     | 19     | 12         | 12         | 7          | 7          | 11         | 10         | 9          | 8          | 14         | 14         | 9          | 12         | 190    | 274     |